# Emmet (logiciel)
Pour les articles homonymes, voir Emmet.
Emmet (autrefois Zen Coding) est un ensemble de plugins pour les éditeurs de texte qui permettent de faire un codage à grande vitesse et des modifications sur HTML, XML, XSLT, et sur d'autres formats de code structuré via l'assistance de contenu. Le projet fut amorcé par Vadim Makeev en 2008. Son développement continue de manière active avec Sergey Chikuyonok et les utilisateurs d'Emmet. Depuis 2015, Mikael Geletsyan est responsable de l'expérience utilisateur pour Emmet. Les outils ont été incorporés dans plusieurs éditeurs de texte populaires, ainsi que dans des plug-ins, dont certains ont été développés par l'équipe d'Emmet et d'autres de manière indépendante. Cependant, Emmet est principalement indépendant de n'importe quel éditeur de texte, étant donné que le moteur interagit directement avec le texte plutôt qu'avec n'importe quel logiciel en particulier.
Emmet est distribué sous licence MIT.

## Nom
Emmet est un mot qui signifiait à l'origine « fourmi », un insecte qui peut supporter plus de 50 fois son poids. Ce mot est aussi similaire à « émet », représentant de manière basique ce qu'Emmet fait lorsqu'il élargit des abréviations.[réf. nécessaire]

## Fonctions

### Expansion des abréviations
Emmet utilise une syntaxe spécifique dans le but de transformer des petits morceaux de code, semblables à des sélecteurs CSS, en du code HTML à part entière. Par exemple, la séquence
div#page>div.logo+ul#navigation>li*5>a
ou
#page>.logo+ul#navigation>li*5>a
devient
```
<
div
 
id
=
"page"
>

        
<
div
 
class
=
"logo"
></
div
>

		
<
ul
 
id
=
"navigation"
>

		
<
li
><
a
 
href
=
""
></
a
></
li
>

		
<
li
><
a
 
href
=
""
></
a
></
li
>

		
<
li
><
a
 
href
=
""
></
a
></
li
>

		
<
li
><
a
 
href
=
""
></
a
></
li
>

		
<
li
><
a
 
href
=
""
></
a
></
li
>

	
</
ul
>

</
div
>

```

Cette fonction inclut plusieurs autres fonctions complexes liées tels qu'envelopper une section de code avec du code élargi.

### Équilibrage des balises
Le HTML Pair Matcher (« correspondant de paires HTML ») permet aux utilisateurs de localiser la balise ouverte/fermée correspondante pour la balise située à l'emplacement actuel du curseur. Contrairement à d'autres correspondants de paires HTML, Emmet fait une recherche à partir de la position actuelle du curseur au lieu de faire un balayage du document à partir du début de celui-ci.

## Éditeurs de texte
Les plug-ins pour ces éditeurs de texte ont été développés par l'équipe d'Emmet :
- Aptana/Eclipse (multiplateforme).
- Notepad++ (Windows)
- NetBeans (multiplateforme)
- TextMate (Mac)
- Coda (Mac)
- Komodo Edit/IDE (multiplateforme)
- PSPad (Windows)
- <textarea> (multiplateforme)
- Bluefish (Linux/Windows/Mac)
- Brackets (multiplateforme)

Les plug-ins pour ces éditeurs de texte ont été développés par des groupes tiers avec le moteur officiel d'Emmet :
- Atom (multiplateforme)
- Dreamweaver (Windows, Mac)
- Sublime Text (multiplateforme)
- Visual Studio (Windows)
- Visual Studio Code (multiplateforme)
- gedit (multiplateforme)
- AkelPad (Windows)
- UltraEdit (Windows)
- TopStyle (Windows)
- BBEdit/TextWrangler (Mac)
- EmEditor (Windows)

Les plug-ins pour ces éditeurs de texte ont été développés de manière indépendante et avec un moteur Emmet différent :
- Emacs (multiplateforme)
- IntelliJ IDEA/WebStorm/PhpStorm (multiplateforme)
- RJ TextEd (Windows)
- Tincta Pro (Mac)
- Vim (multiplateforme)